# Christian Ehrlinger
Christian Ehrlinger (geboren 7. Dezember 1884 in Hohenmemmingen; gestorben 29. Mai 1970 in Giengen) war ein deutscher Kommunalpolitiker.

## Leben
Christian Ehrlinger war das zehnte Kind des Landwirts Johannes Ehrlinger und der Ana Hermann. Er machte eine Verwaltungslehre, absolvierte 1905 die mittlere Verwaltungsprüfung und war in der Stadtverwaltung Stuttgarts und als Ratsschreiber in Schorndorf beschäftigt. 1909 wurde er Kämmerer (Stadtpfleger) in Giengen. 1909 heiratete er Emma Pfäffle aus Lorch, sie hatten vier Kinder, der 1910 geborene Sohn Erich Ehrlinger wurde hoher SS-Führer und Täter des Holocaust.
Ehrlinger wurde 1929 mit großer Mehrheit zum Bürgermeister von Giengen gewählt. Nach Beginn der Zeit des Nationalsozialismus trat er zum 1. Mai 1933 der NSDAP bei (Mitgliedsnummer 2.870.998), im November 1933 wurde er Mitglied der SA. Er wurde Mitglied weiterer NS-Organisationen und 1941 Mitglied im NSKK. 1942 erhielt er das Kriegsverdienstkreuz 2. Klasse. 1945 wurde er von der US-amerikanischen Militärregierung des Amtes enthoben. Die Spruchkammer Heidenheim stufte Ehrlinger als „Belasteten (Aktivisten)“ ein und verurteilte ihn Ende 1947 zu fünf Jahren Arbeitslager und zum Entzug von 80 % seines Vermögens. Unter den Gründen führte die Spruchkammer Ehrlingers Verhalten bei der Arisierung der Immobilie der von ihm denunzierten Jüdin Frida Langer auf. Ehrlinger sammelte einige hundert Unterschriften zu seiner Unterstützung. In der Berufung wurde das Urteil von der Spruchkammer Ulm-Stadt im Mai 1948 entschärft. Parallel dazu wurde Ehrlinger bescheinigt, dass er dauerhaft haft- und lagerunfähig sei, und er wurde auf freien Fuß gesetzt. 1952 wurde er von der Zentral-Berufungskammer Württemberg-Baden in Stuttgart zum „Minderbelasteten“ heruntergestuft, und das Entnazifizierungsverfahren gegen ihn eingestellt.
Ehrlinger machte Karriere bei der Württembergischen Landessparkasse und stieg zum Leiter der Zweigstelle Giengen auf. Er wurde außerdem Ehrenmitglied des Gewerbe- und Handelsvereins Giengen und langjähriges Mitglied des evangelischen Kirchengemeinderats. 